# Road train

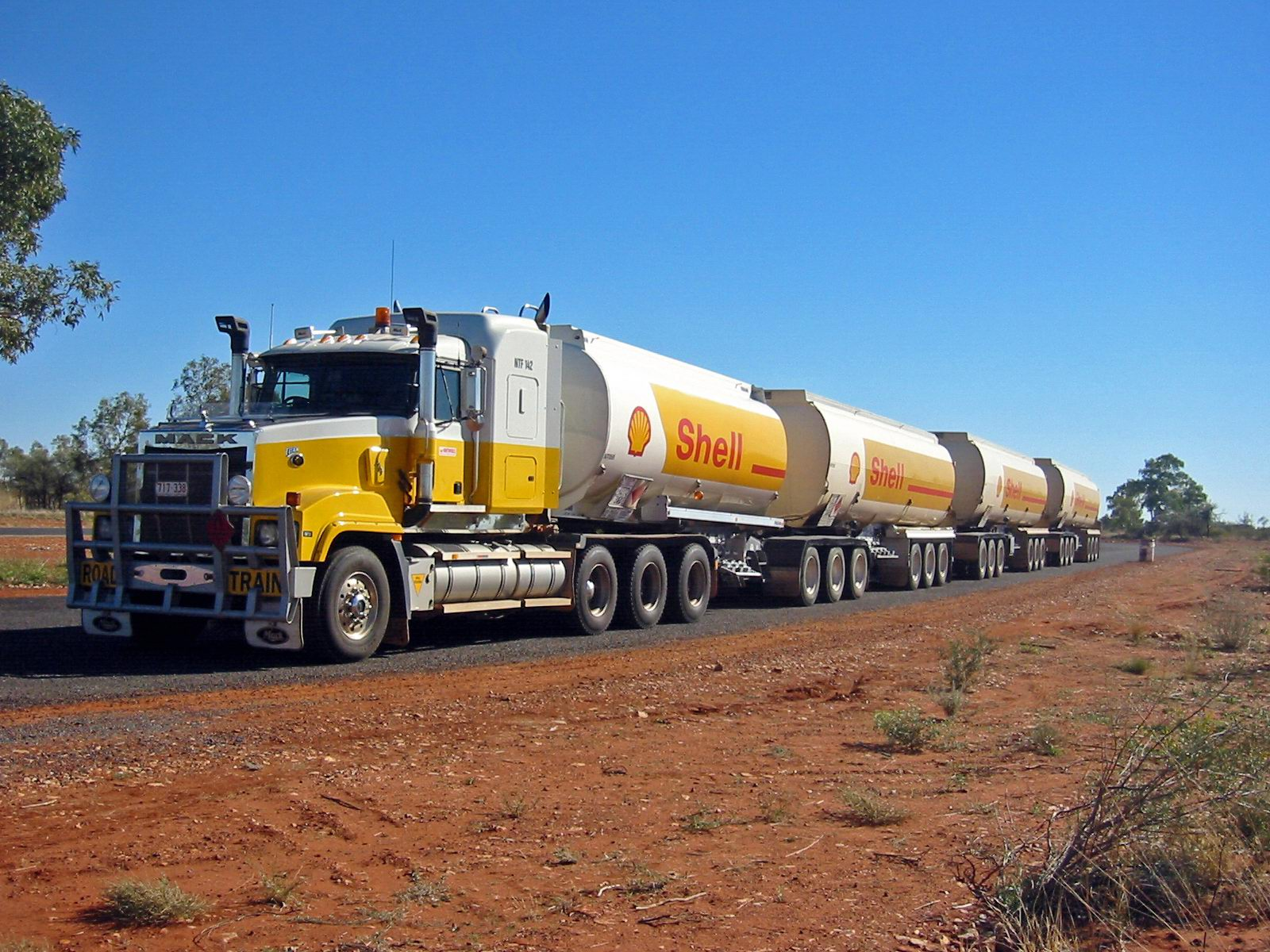
Road train in de Australische Outback

Een road train (trein van de weg) is een vrachtwagen-combinatie die bestaat uit een trekker of motorwagen, gecombineerd met meerdere aanhangers of opleggers. Buiten de openbare weg zijn road trains niet onderworpen aan maxima qua voertuiglengte. In de mijnbouw bij dagbouw-groeven worden combinaties met een lengte tot 100 meter gebruikt.
Op de openbare weg worden road trains ingezet in onder meer Australië, Israël, Syrië, Mexico en Argentinië. 
In de Europese Unie worden lange vrachtwagencombinaties onder de noemer LZV of ecocombi slechts in een aantal landen toegestaan, onder andere in Nederland. Hier mag een LZV maximaal twee aanhangers trekken. Hij mag maximaal 25,25 meter lang zijn en 60 ton wegen. Voor ecocombi's gelden striktere voorwaarden dan in de eerder genoemde landen.

## Road train per land

### Australië
In de Outback van Australië verzorgen de road trains voornamelijk het vervoer in afgelegen regio's. Grote delen van het land liggen niet in de buurt van een spoorlijn. Vanwege de enorme afstanden die moeten worden afgelegd is het gebruik van de road train relatief voordelig. Doordat de verkeersintensiteiten in het binnenland laag zijn levert de inzet van road trains weinig problemen op. In de grootstedelijke gebieden is de inzet van road trains niet toegestaan.
In Australië worden vrachtwagencombinaties vanaf 36,5 meter lengte als road train aangeduid. De maximale lengte is 53,5 meter en het maximale gewicht is 135 ton (excl. de trekker).
Een belangrijke route voor road trains was het traject Darwin – Alice Springs. Sinds de spoorlijn The Ghan geopend is is het vervoer over dit traject sterk teruggelopen.

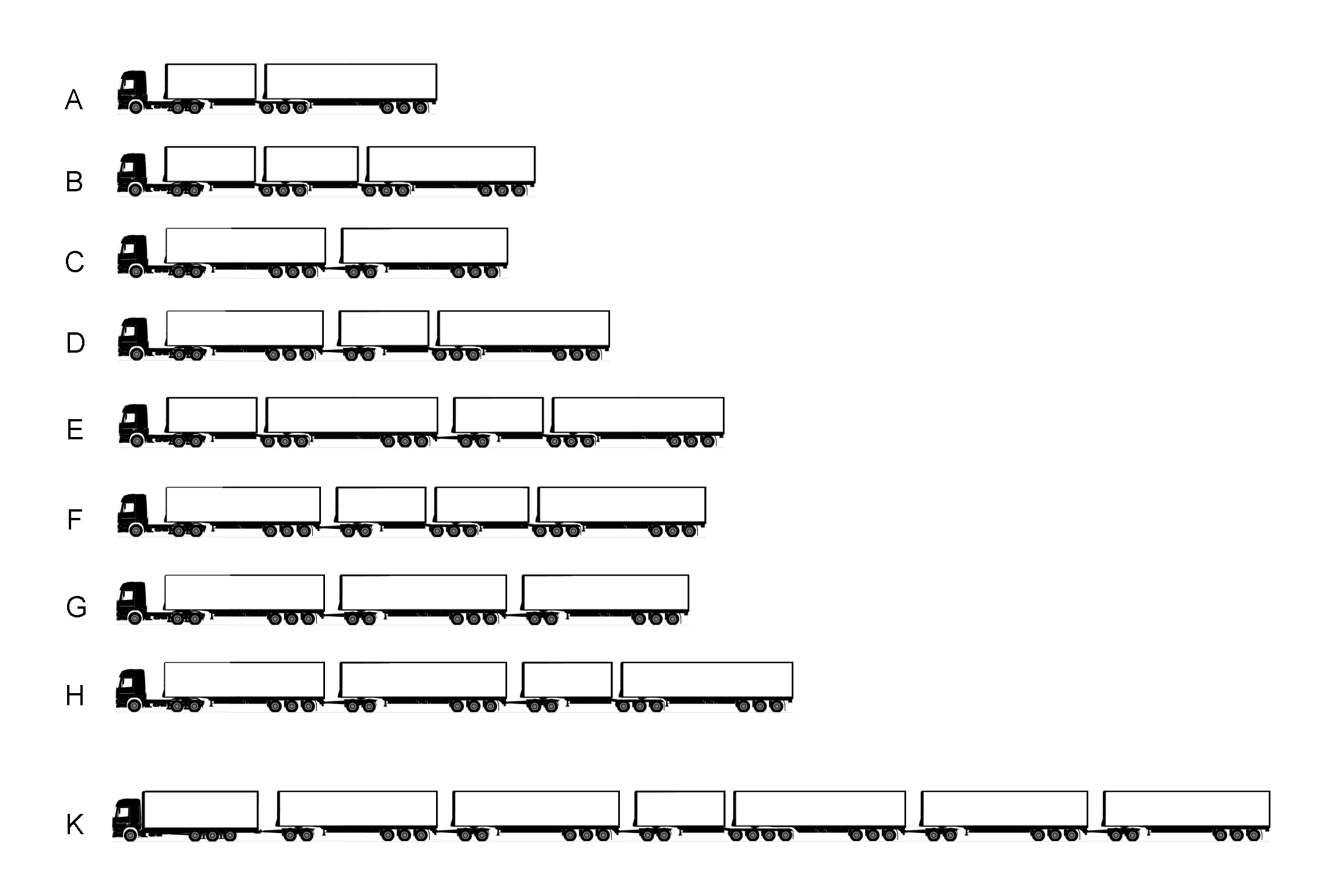
Road train-combinaties in Australië

### Noord-Amerika (Canada, Verenigde Staten)
In Canada en de Verenigde Staten worden road trains als Long Combination Vehicles (LCV) aangeduid. Deze combinaties bestaan uit een trekker en twee of drie aanhangers en mogen maximaal 38 meter lang en 62,5 ton zwaar zijn.

## Records
Met road trains zijn meerdere records bereikt:
- 1999: 610 meter lengte, 603 tonnen gewicht, bestaand uit een Kenworth-trekker en 46 aanhangers. Gevestigd in Merredin, West-Australië.
- 2003: 1235 meter lengte, bestaand uit een Kenworth-trekker en 87 aanhangers. Gevestigd in Mungindi, New South Wales.
- 2005: 1442 meter lengte. Gevestigd in Kalgoorlie, West-Australië.
- februari 2006: 1474,3 meter lang, bestaand uit een Mack Titan trekker en 112 aanhangers. Gevestigd in Clifton, Queensland.